# North Shore City International 2008
Die North Shore City International 2008 im Badminton fanden vom 11. bis zum 14. September 2008 in North Shore City statt.

## Sieger und Platzierte
| Disziplin    | Gold                            | Silber                       | Bronze                              |
| ------------ | ------------------------------- | ---------------------------- | ----------------------------------- |
| Herreneinzel | John Moody                      | Ajay Jayaram                 | Shu Wada                            |
| Herreneinzel | John Moody                      | Ajay Jayaram                 | Joe Wu                              |
| Dameneinzel  | Sayaka Sato                     | Misaki Matsutomo             | Neha Pandit                         |
| Dameneinzel  | Sayaka Sato                     | Misaki Matsutomo             | Ayaka Takahashi                     |
| Herrendoppel | Rei Sato Naomasa Senkyo         | John Gordon John Moody       | James Eunson Ethan Haggo            |
| Herrendoppel | Rei Sato Naomasa Senkyo         | John Gordon John Moody       | William Bok Delius Tang             |
| Damendoppel  | Ayaka Takahashi Koharu Yonemoto | Renee Flavell Rachel Hindley | Danielle Barry Catherine Moody      |
| Damendoppel  | Ayaka Takahashi Koharu Yonemoto | Renee Flavell Rachel Hindley | Kritteka Gregory Mary O’Connor      |
| Mixed        | Henry Tam Donna Haliday         | Joe Wu Danielle Barry        | Shu Wada Koharu Yonemoto            |
| Mixed        | Henry Tam Donna Haliday         | Joe Wu Danielle Barry        | Kevin Dennerly-Minturn Emma Rodgers |